# Episodi di Don Matteo (tredicesima stagione)

Logo della tredicesima stagione della serie

La tredicesima stagione della serie televisiva italiana Don Matteo è andata in onda in prima visione su Rai 1 HD dal 31 marzo 2022 al 26 maggio 2022.
È ambientata per la quinta volta nella città di Spoleto in Umbria. La serie presenta inoltre la particolarità di essere l'ultima con la presenza di Don Matteo: Terence Hill, infatti, lascia il cast dopo la quarta puntata e, al suo posto, dalla quinta puntata subentra Raoul Bova nel ruolo di Don Massimo; sia Hill che Bova vengono accreditati nei titoli di testa solo degli episodi in cui compaiono. Altre variazioni nel cast di questa serie sono il ritorno di Flavio Anceschi (Flavio Insinna), promosso al grado di Colonnello e la presenza di un nuovo personaggio, Valentina Anceschi, figlia del Colonnello, interpretata da Emma Valenti. Lasciano il cast Mariasole Pollio, interprete di Sofia nell'undicesima e dodicesima stagione, e Pasquale Di Nuzzo, interprete di Jordi nella dodicesima stagione.
| nº | Titolo                                                        | Prima TV       |
| -- | ------------------------------------------------------------- | -------------- |
| 1  | Il giorno perfetto                                            | 31 marzo 2022  |
| 2  | Amore e rabbia                                                | 7 aprile 2022  |
| 3  | Il sacrificio della regina                                    | 14 aprile 2022 |
| 4  | Così vicini, così lontani                                     | 21 aprile 2022 |
| 5  | L'amico ritrovato                                             | 28 aprile 2022 |
| 6  | L'innocente                                                   | 5 maggio 2022  |
| 7  | Le colpe degli altri                                          | 17 maggio 2022 |
| 8  | Ma è l'amore che fa la famiglia o la famiglia che fa l'amore? | 19 maggio 2022 |
| 9  | Il coraggio di credere                                        | 24 maggio 2022 |
| 10 | Dimenticando Matteo                                           | 26 maggio 2022 |

## Il giorno perfetto
- Diretto da: Francesco Vicario
- Scritto da:

### Trama
A Spoleto fervono i preparativi per festeggiare i quarant'anni di sacerdozio di Don Matteo. Per l’occasione arrivano alcuni cari amici del prete, tra cui il colonnello Anceschi, che quando era capitano era al comando della caserma di Gubbio, accompagnato da sua figlia Valentina. I preparativi vengono funestati dal ritrovamento del cadavere di Sara Riva, una giovane che voleva farsi suora. All'inizio si pensa a un suicidio e il padre di Sara pensa a un probabile plagio della ragazza da parte di Don Matteo. Intanto, il Maresciallo Cecchini ritiene di essere rimasto vittima di un loop temporale che lo fa rimanere intrappolato a vivere lo stesso giorno all’infinito finché in una ripetizione non modifica qualcosa: ogni volta cerca di salvare Don Matteo da un pericolo ma qualcun altro finisce per morire al suo posto, facendogli ripetere la giornata (muoiono il Colonnello Anceschi, il Brigadiere Ghisoni, Barba, l'Appuntato Zappavigna, Pippo, Don Matteo stesso e anche Natalina); si scopre infine che Cecchini è stato ferito mentre cercava di salvare proprio Don Matteo. Nel frattempo, Anna si avvia con Ines a prendere Sergio, che ha scontato la pena ed è prossimo all'uscita, ma, con grandissimo disappunto, scopre che non solo Sergio è uscito il giorno prima, ma se n'è andato senza avvisare lei e la piccola Ines, abbandonandola per l'ennesima volta e sancendo così la fine della storia tra loro due. Intanto, il Colonnello Anceschi è vittima a sua volta di un collasso dopo che la figlia Valentina gli ha confessato che è stata bocciata all'esame per diventare PM e che ha rovinato la sua copia della Bibbia del valore di molte centinaia di euro: il padre e la figlia sono ai ferri corti e il Colonnello Anceschi decide di tornare a Roma senza la ragazza. Alla fine si scopre che Sara non si era suicidata e Don Matteo scopre il vero assassino: la moglie del socio di Sara. La ragazza, avendo scoperto che il socio voleva insabbiare delle prove relative alla causa a cui stavano lavorando, voleva dire la verità, ma la moglie, incinta, per paura che ciò rovinasse il futuro della famiglia, l'ha spinta giù dal ponte.
- Special guest star: Flavio Insinna (Flavio Anceschi)
- Altri interpreti: Pamela Villoresi (Elisa Olivieri), Serena Limonta (Sara Riva), Chiara Tron (Marta Marino), Gianluigi Fogacci (padre di Sara), Alessandro Cosentini (Luca Marino), Mario Scerbo (Mario Feoni), Sydne Rome (Preside Susi Dallara), Maria Chiara Vinci (Flaminia).
- Ascolti Italia: telespettatori 6 541 000 – share 29,9%[2]

## Amore e rabbia
- Diretto da: Luca Brignone
- Scritto da:

### Trama
Don Matteo incappa in un giovane che scappa dalla casa di un uomo, Lorenzo, che viene trovato ucciso da un colpo di balestra. In casa sono la moglie Ada, il figlio Lupo, la cognata disabile Andreina e l'infermiera Gigliola. Il giovane che fugge dalla casa della vittima si chiama Federico. Anna dice addio a Sergio e inizia a comportarsi in modo strano. Il Maresciallo Cecchini crede che abbia tentato il suicidio e chiede aiuto al PM Nardi, che, nel frattempo, stringe amicizia con Valentina, ancora triste per come suo padre l'ha lasciata a Spoleto. Durante le indagini, si scopre che Federico era in paese assieme al fratellino di pochi mesi per cercare la madre tossicodipendente, perché credeva che Lorenzo fosse suo padre. A causa delle precarie condizioni del bambino, Don Matteo decide di accogliere il giovane in canonica, in modo che possa rimettersi in sesto per occuparsi di suo fratello. Si scopre che ad uccidere Lorenzo è stata Andreina, che, credendolo responsabile della sua paralisi, lo ha ucciso, salendo le scale solo con la forza delle braccia ,scoprendo dopo che a provocare il suo incidente era stata sua sorella, anche i carabinieri arrivano dopo aver scoperto tramite la balistica che il colpo è partito dal basso verso l'alto. In più, la ragione per cui Anna era strana è a causa dell'anello che le aveva regalato Sergio: lei voleva buttarlo ma erroneamente lo ha fatto cadere e ha cercato di recuperarlo per darlo a Ines (poiché era un ricordo di sua madre).
- Altri interpreti: Maria Roveran (Caterina Limoni), Sylvia Panacione (Ada Guglielmi), Miriam Previati (Andreina Fossa), Marilù Pipitone (Gigliola Perti), Frank Saccardi (Lupo Guglielmi), Giovanni Izzo (dottor Alunni), Sydne Rome (Preside Susi Dallara).
- Ascolti Italia: telespettatori 5 680 000 – share 26,4%[3]

## Il sacrificio della regina
- Diretto da: Luca Brignone
- Scritto da:

### Trama
A Spoleto si tiene un torneo di scacchi internazionale, a cui partecipa anche Olga Pavon, originaria del Kosovo e soprannominata "regina degli scacchi". Federico, intanto, inizia a frequentare il liceo su un'indicazione di Don Matteo, che gli suggerisce di "rigare dritto" se vuole ottenere l'affidamento di suo fratello, e dopo un inizio un po' rocambolesco stringe amicizia con Greta, la figlia del dottore che ha in cura suo fratello Clementino. Una notte la stanza d'albergo dove Olga alloggiava insieme ai genitori adottivi (Alfonso e Viola Caroli) è trovata vuota con una grossa macchia di sangue sul letto. I Carabinieri sospettano che Alfonso abbia ucciso Olga, perché dai tabulati telefonici sembra che i due fossero insieme all'ora dell'omicidio. Il Maresciallo Cecchini coinvolge Don Matteo nelle indagini, questa volta anche perché Natalina chiede a gran voce giustizia per Olga, che aveva adottato a distanza. Don Matteo suggerisce che il cellulare di Alfonso sia stato hackerato e scopre che in realtà Olga è ancora viva. Lo stesso giorno viene aggredita anche Viola, dopo avere violato la scena del crimine. Viene sospettata Olga, perché Giuliano, un impiegato della casa famiglia in cui Olga risiedeva, le aveva detto che Alfonso e Viola erano i suoi genitori biologici ed era arrabbiata con loro per essersi dimenticati troppo a lungo di lei. Giuliano confessa a Don Matteo di avere aggredito Viola dopo avere scoperto che aveva intenzione di fare il test del DNA prelevando un capello dalla camera d'albergo; Viola si era recata nella casa famiglia credendo che Olga fosse la figlia naturale persa durante la guerra e Giuliano aveva falsificato i documenti per dimostrare che fossero i suoi genitori biologici. Il test risulta negativo ed Olga perdona infine i genitori adottivi, andando a vivere con loro. Nel frattempo, Valentina ed il Maresciallo Cecchini capiscono che Marco è ancora innamorato di Anna e cercano di aiutarlo a riconquistarla. Il piano di Valentina di farsi vedere con Marco funziona, poiché Anna dimostra evidenti segni di gelosia, ma Marco infine decide di non dichiararsi perché è convinto che la donna non sia affatto cambiata e che tornare insieme farebbe soltanto del male ad entrambi.
- Altri interpreti: Mihaela Irina Dorlan (Olga Pavon), Giacomo Nasta (Giuliano), Alessandro Pala (Alfonso Caroli), Francesco Patané (avversario di Olga), Alessia D'Anna (professoressa), Giada Fradeani (Viola Caroli), Giovanni Izzo (dottor Alunni), Sydne Rome (Preside Susi Dallara), Ramon Patrini (Valerio Righi), Maria Chiara Vinci (Flaminia), Maria Roveran (Caterina Limoni).
- Ascolti Italia: telespettatori 5 044 000 – share 24,5%[4]

## Così vicini, così lontani
- Diretto da: Luca Brignone
- Scritto da:

### Trama
Una giovane donna si presenta in canonica da Don Matteo per confessarsi, ma prima che questi abbia finito la donna scappa. Il giorno dopo, questa viene trovata morta sul bordo della piscina di una SPA ed il principale sospettato è Franco Fanelli, fratellastro di Marco Nardi, avuto dalla relazione del padre con un'altra donna, e con cui Marco non ha mai avuto un buon rapporto. Il padre della donna assassinata è convinto che sia successo perché la figlia aveva scoperto che l'acqua della SPA era inquinata, dandogli ragione di accusare il proprietario per la morte della moglie a causa della leucemia. Fanelli coinvolge Marco nell'indagine, accusandolo erroneamente di avergli suggerito di scappare per vendicarsi. Alle indagini assiste anche il Tenente Colonnello Lucio Valente, ex istruttore del Capitano Olivieri in Accademia, arrivato a Spoleto proprio per indagare sul PM. Anna vorrebbe aiutare Marco a scagionarsi, rivelando anche che il furto dei codici per il caso La Cava è stata colpa sua, ma Marco glielo impedisce. Inizialmente si pensa che gli assassini siano il direttore della SPA, con il quale la donna morta aveva una relazione, e poi sua moglie che aveva scoperto la tresca, ma alla fine il vero assassino è il fratello della vittima: per coprire i debiti del padre, aveva accettato di scaricare rifiuti tossici nel proprio terreno, finendo per inquinare una falda acquifera sottostante. Marco fa pace col fratellastro, accettando di ricucire il rapporto con lui così come aveva fatto col padre. Il Tenente Colonnello Valente, nel frattempo, cerca di capire perché il Capitano Olivieri sia rimasta così tanto a Spoleto, quando il suo sogno era sempre stato quello di partire in missione: lei, nel rivelargli di essere la responsabile del furto dei codici per il caso La Cava, gli dice di avere scelto di restare. Marco, che nel frattempo si è nuovamente riavvicinato ad Anna, la ringrazia per il supporto che lei gli ha dato, ma si infuria quando scopre che lei ha detto la verità al Tenente Colonnello Valente, minando così la sua carriera e la speranza di un avanzamento di grado. Anna gli confessa di essere rimasta per lui, ma, prima che possa succedere qualcosa, vengono interrotti da Valentina. Anna, ferita, se ne va via. Il Maresciallo Cecchini scopre che ultimamente su Internet sta circolando un romanzo dove il protagonista, il cui nome è "Gecchini", è ispirato a lui; dapprima pensa che questa sia una cosa positiva, ma piano piano iniziano a venire fuori diversi problemi, come il fatto che tutta Spoleto lo accusi di provarci con le donne della città, e per evitare altri guai intende scoprire chi è l'autore. Inizialmente pensa che l'ideatore del romanzo sia l'Appuntato Zappavigna (che dopo i continui schiaffi che lui gli dà ogni giorno lo ha segnalato per nonnismo, cosa suggerita dalla sua nuova fidanzata, e se il Maresciallo Cecchini non si darà una calmata verrà trasferito); l'autrice del romanzo si rivela invece essere Elisa, che, nel tentativo di risollevare il morale a Cecchini, ha iniziato a scrivere questo romanzo descrivendolo come un carabiniere affascinante e intuitivo. Purtroppo, l'atteggiamento maschilista e zotico del Maresciallo (che sostiene che una donna non potrebbe mai scrivere un romanzo di quel tipo), aggiunto al fatto che da quando stanno insieme lui non le abbia mai detto "ti amo" e abbia sempre mostrato un atteggiamento poco romantico, fa arrabbiare Elisa. Capito il suo errore, Cecchini chiede scusa a Elisa e lei lo perdona. Federico e Greta si avvicinano ancora, ma il ragazzo si mostra poi molto distante, soprattutto quando scopre che, secondo lui, Don Matteo vuole dare in adozione il fratellino Clementino, che tenta di portare via dall'ospedale per impedire che ciò accada. Scoprirà che Don Matteo, invece, vuole affidarlo temporaneamente a una famiglia, in modo che Federico possa averne l'affido esclusivo una volta maggiorenne. 
Nell'ultima sequenza, Don Matteo spegne una ad una tutte le luci della canonica, controlla che la perpetua Natalina dorma, rimbocca le coperte alla piccola Ines, cui dedica uno sguardo commosso, e guarda un'ultima volta Federico. Poi va in chiesa, sfiora con la mano una panchina di legno, afferra una sedia e ci si siede al contrario, stringendo al petto lo schienale, dà un’occhiata languida al Cristo sull'altare e poi, improvvisamente, la camera stacca all'esterno della chiesa, dove il parroco viene condotto da qualcuno all'interno di un'autovettura scura che scompare nella notte. Sulla sedia, davanti all'altare, non c’è più nessuno.
- Altri interpreti: Pamela Villoresi (Elisa Olivieri), Thomas Santu (Tenente Colonnello Lucio Valente), Michele Spadavecchia (Franco Fanelli), Matteo Quinzi (Piero Brogi), Federico Vanni (Simone Montanari), Fabio Ciampaglia (Filippo Montanari), Ramon Patrini (Valerio Righi), Giulia Gonella (Pamela Montanari), Ester Vinci (Carla Brogi), Giovanni Izzo (dottor Alunni), Sydne Rome (Preside Susi Dallara).
- Ascolti Italia: telespettatori 6 093 000 – share 28,8%[5]

## L'amico ritrovato
- Diretto da:
- Scritto da:

### Trama
Don Matteo viene portato via da due misteriosi individui. Mentre l'autovettura si allontana da Spoleto, una motocicletta comincia a seguirla fino ad arrivare a superarla e a fermarcisi di fronte, costringendo anche i due uomini a fermare l'autovettura; scesi armati, constatano come alla guida della motocicletta ci sia un uomo che conoscono: Don Massimo Sartori. La mattina seguente, Natalina e Pippo cercano inutilmente Don Matteo (scoprendo che ha dimenticato anche il cellulare in canonica) e, preoccupati, vanno alla caserma a cercare il Maresciallo Cecchini per sporgere la denuncia di scomparsa. Egli, però, non pare particolarmente preoccupato e invita Pippo e Natalina a calmarsi. Mentre i due sono in caserma, in sella alla sua motocicletta (una Triumph Legend TT 900) giunge in canonica il nuovo parroco. Natalina, Pippo e il Maresciallo Cecchini si recano alla Santa Messa, constatando di persona che effettivamente Don Matteo è scomparso. Al termine della funzione, i tre vanno a interrogare il nuovo prete, che si presenta appunto come Don Massimo, mandato a sostituire temporaneamente Don Matteo. Mentre Natalina accompagna malvolentieri Don Massimo in canonica, il Maresciallo Cecchini, anch’egli diffidente nei confronti del nuovo parroco, torna in caserma ad avvisare il Capitano Olivieri della scomparsa del suo caro amico; Ines è l'unica che prende in simpatia il nuovo arrivato. Contemporaneamente, una donna si reca in chiesa cercando Don Matteo: trovatovi il nuovo parroco, gli chiede comunque aiuto, spiegando di come la sera precedente abbia trovato il figlio adolescente Carlo a puntare una pistola verso il padre dormiente. Don Massimo rifiuta la richiesta della donna di parlare con il figlio, suggerendole invece di andare dai Carabinieri e chiedere aiuto. La donna se ne va delusa senza seguire il consiglio di Don Massimo per timore che il figlio venga arrestato. Intanto, Anna ha finalmente capito cosa prova per Marco e, tra trucco e nuova acconciatura, cerca di farsi notare da lui sia dentro che fuori dalla caserma, arrivando anche a fingere di andare al cinema per i fatti suoi per poi trovare "casualmente" Marco sulla sua strada. Quando, però, lui rivela di avere già un appuntamento per aiutare Valentina con il suo locale, Anna torna a casa delusa. La madre Elisa nota come la figlia stia cercando di attirare le attenzioni dell'ex ma la mette in guardia (ancora delusa dal matrimonio fallito della figlia): le spiega, infatti, che gli uomini, quando voltano pagina, lo fanno dando un taglio netto al passato e dimenticando tutto. L’intreccio diventa esilarante quando la pecorella di cristallo regalata al Maresciallo Cecchini da Don Matteo sparisce: in realtà a prenderla è stata Valentina che aveva bisogno di soldi per aprire il suo locale di pokè con l'obiettivo di recuperarla con i primi incassi. L'oggetto è stato venduto allora a Marco che, per aiutarla, se ne fa fare una uguale; credendo che Marco voglia chiedere a Valentina di sposarlo, Anna nasconde la scatoletta, nella quale crede che ci sia un anello, ma, presa dal rimorso, la restituisce, per poi scoprire che cosa c'era veramente al suo interno, non riuscendo però a dire a Marco quello che prova davvero per lui. Il giorno dopo, il marito della signora che aveva chiesto aiuto viene trovato morto e il figlio si dichiara colpevole. Don Massimo, che sembra conoscere le procedure tecniche dei Carabinieri, dà dei suggerimenti che dimostrano che il ragazzo non è il vero responsabile dell'omicidio del padre. Nel corso di questa indagine, Natalina viene aggredita e finisce in coma, colpita al posto di Don Massimo dagli uomini che probabilmente sono i responsabili della morte del padre del ragazzo. Alla fine si scopre che ad uccidere l'uomo è stato il suo capo, che utilizzava i camionisti come contrabbandieri per traffico di minori. Carlo aveva fatto amicizia con uno di questi ragazzini extra-comunitari e voleva aiutarlo, ma quando è stato scoperto, il capo della banda ha cercato di ucciderlo e il padre, per difenderlo, si è messo in mezzo morendo sul colpo. Una volta scoperto il traffico, l'uomo ha fatto nascondere il camion da uno dei suoi dipendenti, che si trova in serie difficoltà economiche, e solamente grazie all'aiuto di Don Massimo (che si scopre essere stato in passato un carabiniere dei reparti speciali operante in Calabria che dopo un blitz finito male ha mollato tutto e si è fatto prete), dopo essere stato persuaso dal Maresciallo Cecchini, riesce a convincere il dipendente a rivelare dove si trova il camion e così i bambini vengono tratti in salvo, mentre Natalina si risveglia dal coma. Intanto, il mistero dietro l’improvvisa scomparsa di Don Matteo viene scoperto dal Capitano Olivieri: Don Matteo si trova in Sudan, dove un suo amico missionario è stato rapito da alcuni terroristi e lui è stato scelto per trattare con i rapitori perché conosce bene il luogo, e la ragione per la quale non ha detto niente è perché si trattava di una faccenda delicata. Federico  (deluso dal fatto che Don Matteo l'ha abbandonato) viene cacciato via dalla canonica da Don Massimo, che gli aveva imposto la scelta fra trovarsi un lavoro oppure andare a scuola, e si ritrova a dormire all’interno della scuola. Greta, che nonostante le bugie che gli ha detto lo ha perdonato, si offre di ospitarlo nella dépendance a casa sua e, vedendo la sua disperazione nel non sapere dove sia suo fratello Clementino, gli fornisce l'indirizzo della famiglia affidataria. Non trovandolo in casa e temendo che voglia fare una sciocchezza, corre ad informare Don Massimo: tuttavia, Federico si è limitato a vedere suo fratello da lontano. Il prete, capendo come egli si senta, lo porta nei campi della canonica a zappare in modo tale che possa scaricare la sua rabbia, ma il ragazzo afferma che preferisce ritornare a scuola. Nel finale arriva la lettera di Don Matteo, che ha un pensiero per tutti. Per il Maresciallo Cecchini, per Natalina, per Pippo, per il Capitano Olivieri ("Grazie anche a te, Anna, il mio cuore è inquieto, so che anche il tuo cuore è così, quella scheggia di infinito che Dio ci ha messo dentro ci chiama sempre a cose più grandi. Ma ricorda che la felicità può essere ovunque, anche vicino a noi. Non smettere mai di cercarla") ed anche per il suo sostituto: "Ciao, Massimo. So che sei un bravo prete, la vocazione è un mistero. Il bello è che non sei tu ad avere scelto Dio, ma è lui che ha scelto te. So che i miei amici sono un po' matti, ma te li affido lo stesso perché sono in buone mani".
- Special guest star: Terence Hill (Don Matteo; voce fuori campo, non accreditato)
- Altri interpreti: Pamela Villoresi (Elisa Olivieri), Enzo Paci (Alberto Vignati), Cristina Pasino (madre di Carlo), Duccio Gallorini (Carlo Astolfi), Luca Buellis (ragazzo rapito assieme a Carlo), Alessandro Palladino (Tobia Campana), Maria Chiara Vinci (Flaminia), Gioia Spaziani (Elena Muraco), Federico Tocci (Antonio Muraco).
- Nota: si tratta del primo episodio in cui non compare fisicamente Terence Hill, presente solo come voce fuori campo che legge la lettera di Don Matteo alla fine della puntata. "L'amico ritrovato" è anche l'unico episodio della serie ad essere privo della sigla iniziale. Inoltre, il titolo dell'episodio è uguale a quello di una puntata della stagione 10.
- Ascolti Italia: telespettatori 6 486 000 – share 31,1%[6]

## L'innocente
- Diretto da:
- Scritto da:

### Trama
Don Massimo ancora non viene accettato dagli altri parrocchiani che, desiderosi di riavere Don Matteo, organizzano una raccolta di firme per farlo cacciare: anche Natalina e il Maresciallo Cecchini firmano, ma solamente perché l'assenza di Don Matteo è ancora dura da accettare. Intanto, Don Massimo viene chiamato per un'unzione da una donna, Agnese, che sta morendo. Agnese gli confessa di essere la responsabile della scomparsa di una donna e che il marito è innocente; tuttavia, stranamente, la donna muore poco dopo per un'esplosione, quando il sacerdote esce a telefonare perché, dentro, il telefono non funziona. In base alle indagini avviate dai Carabinieri, si viene a sapere che l'uomo in questione, Luciano Barbagallo, si trova in carcere con l'accusa di avere ucciso la moglie e di averla nascosta, anche se lui si è sempre proclamato innocente (è la tesi a cui la figlia, Stella, ha sempre creduto, ma non i suoi nonni). L’uomo viene scarcerato e, tempo dopo, rivede Agnese per poi trovarla morta. La verità che viene fuori indica che tutte le prove sull'innocenza di Luciano erano state create apposta, in quanto è sempre stato lui il colpevole. Interrogando i vicini della donna scopre che era sana e il cadavere trovato poteva essere quello di una senzatetto malata che aiutava, ma purtroppo né il Capitano Olivieri né il Maresciallo Cecchini possono fare granché per rimandarlo in carcere. Intanto, Federico viene sospeso da scuola con l'accusa di avere aggredito un suo compagno che stava uscendo con Greta solamente per avere l'accesso ai farmaci da spacciare, ma non dice il motivo. Don Massimo è sempre più in conflitto con sé stesso vedendo che, invece di aiutare un innocente, ha scagionato un assassino e che nemmeno dai parrocchiani di Spoleto è ben voluto: il suo mentore, il Vescovo, lo aiuta incitandolo a non arrendersi. Il loro incontro è d'aiuto perché porta Don Massimo a dare una svolta alle indagini dimostrando la colpevolezza di Barbagallo prima che questi parta con la figlia, cogliendolo sul fatto mentre tenta di occultare il corpo di sua moglie che era rimasto nascosto (in più grazie a lui anche Federico e Greta si ricongiungono). Nel frattempo, Valentina e Marco tengono segreta la loro storia; come al solito, però, il Maresciallo Cecchini si intromette cercando di scoprire chi sia il misterioso uomo che la sua figlioccia sta frequentando, pensando le cose peggiori, mentre la pedina vede Marco con Anna e crede che Marco ed Anna siano tornati insieme. Ovviamente, la notizia, nonostante le raccomandazioni di Marco, fa il giro del paese, e anche Valentina, visibilmente arrabbiata, impone a Marco di dire al Maresciallo Cecchini la verità, anche se alla fine il Maresciallo Cecchini non la prenderà affatto bene. Don Massimo viene accettato dai parrocchiani anche grazie all'aiuto di Natalina che, sentendosi in colpa per come si è comportata, ha provveduto ad aiutare il nuovo parroco.
- Special guest star: Giancarlo Magalli (Vescovo)
- Altri interpreti: Pamela Villoresi (Elisa Olivieri), Stefano Scandaletti (Luciano Barbagallo), Rebecca Antonaci (Stella Barbagallo), Enrica Rosso (nonna di Stella), Claudio Spadaro (nonno di Stella), Viviana Colais (Agnese Martelli), Sydne Rome (Preside Susi Dallara), Matteo Cirillo (Lorenzo), Donato Altomare (Vicario), Ramon Patrini (Valerio Righi).
- Ascolti Italia: telespettatori 6 282 000 – share 31,5%[7]

## Le colpe degli altri
- Diretto da:
- Scritto da:

### Trama
Mentre Don Massimo sta andando a comprare del pane per i poveri, assiste al rapimento della figlia maggiore del fornaio, Alessandra. Tempo dopo, Alessandra viene ritrovata (anche se in fin di vita) in mezzo ad un bosco frequentato perlopiù da persone drogate che vivono lì intorno, tra cui Caterina, la madre di Federico. Questo fatto getta la famiglia nella disperazione, poiché avevano tentato in tutti i modi in passato di farla disintossicare. Alla fine, Don Massimo riesce a creare un ricongiungimento familiare tra un ragazzo tossicodipendente lì presente e suo padre (l'uomo che aveva rapito Alessandra all'inizio proprio per ritrovare il figlio con cui lei si frequentava e che credeva scomparso) ed a salvare in tempo il fornaio da un gesto estremo: era stato lui infatti a colpire Alessandra, perché erroneamente credeva che lei avesse trascinato anche sua sorella Serena nel giro della droga e, quando ha scoperto dagli esami che Alessandra era risultata pulita, si è sentito male per quello che ha fatto e ha cercato di farla finita. Nel frattempo, Federico viene invitato a cena a casa di Greta, ma la ragazza, senza un’apparente spiegazione, improvvisamente disdice tutto e lui pensa che sia dovuto al fatto che lei si vergogni di lui di fronte alla sua famiglia. Tuttavia, la verità è che in realtà il tumore che Greta aveva da piccola è ricomparso e non voleva raccontarglielo per non farlo preoccupare: Federico le promette allora che le starà vicino e che affronteranno questa battaglia insieme. Intanto, il Maresciallo Cecchini, dopo essere venuto a contatto in caserma con una certa Leonilde, viene costantemente evitato da tutti perché sembra che la donna porti sfortuna e potrebbe averlo contagiato. Disperato, chiede persino aiuto a Don Massimo affinché gli faccia un esorcismo, ma Don Massimo gli fa capire che la sfortuna non esiste e che, se vuole davvero stare bene, deve andare da Leonilde e chiederle scusa (dal momento che ha provato sulla sua pelle che cosa vuol dire essere evitati ed isolati) e se Don Matteo fosse stato al suo posto gli avrebbe detto di fare lo stesso. Seguendo il suo consiglio, il Maresciallo Cecchini va a scusarsi con la donna ed apprende anche la ragione per la quale le persone l'hanno sempre trattata male: sua figlia era una tifosa della squadra di pallavolo di Spoleto e, quando si è gravemente ammalata, la madre era andata a fare il tifo al suo posto. Tuttavia, la squadra perse il campionato e lei era stata ritenuta responsabile perché aveva toccato il pallone proprio prima dell’ultimo game del set decisivo. Ascoltando questa storia, il Maresciallo Cecchini capisce che Don Massimo aveva ragione ed il giorno della partita si presenta con Leonilde sul campo dove la difende pubblicamente rimproverando tutte le persone presenti: difatti la squadra riesce alla fine a vincere il campionato, dimostrando in modo tale che la sfortuna non c'entrava nulla.
- Special guest star: Giancarlo Magalli (Vescovo)
- Altri interpreti: Maria Roveran (Caterina Limoni), Thomas Santu (Tenente Colonnello Lucio Valente), Tony Laudadio (Vittorio Alimbeni), Sandra Franzo (Antonia Alimbeni), Andrea Dugoni (Amedeo Fortino), Nicolas Orzella (Paolo Fortino), Ramon Patrini (Valerio Righi), Silvia Morigi (Alessandra Alimbeni), Francesca Carrain (Serena Alimbeni), Laura Mazzi (Leonilde Maggioni).
- Ascolti Italia: telespettatori 5 872 000 – share 30,6%[8]

## Ma è l'amore che fa la famiglia o la famiglia che fa l'amore?
- Diretto da:
- Scritto da:

### Trama
Caterina Limoni, la madre di Federico, viene arrestata per l'aggressione nei confronti di Alice, una compagna di classe di Federico e figlia di una sua ex-compagna di classe ormai defunta. Nonostante la donna si dichiari innocente, i Carabinieri non le credono e sarà Don Massimo a dedicarsi al caso, risolvendolo e facendo arrestare la vera colpevole, ovvero la professoressa di Alice, che aveva anche appiccato l’incendio alla scuola vent’anni prima dopo avere sorpreso Caterina col suo fidanzato Saverio, padre di Federico, che morì tragicamente nell’incendio.
Nel frattempo, il Colonnello Anceschi arriva a Spoleto per conoscere il fidanzato di Valentina e ci rimane male quando scopre che non è altri che il PM Nardi, con cui non ha ancora affatto stabilito un rapporto ideale: nonostante il PM Nardi si sforzi per fare contenta Valentina, il Colonnello Anceschi non si esime dal rendergli la vita difficile. Anna vede Valentina baciarsi con un ragazzo arrivato in città e, dopo averle confessato il fatto, decide di dire la verità a Marco ma, quando sta per farlo, si tira indietro: tuttavia, Marco lo viene successivamente a sapere e litiga con la fidanzata. Valentina, molto arrabbiata con Anna, finisce per ubriacarsi e, dopo averla accusata di averlo fatto apposta perché ancora innamorata di Marco, prende l'autovettura e subisce un grave incidente. Anna, sentendosi in colpa, si inventa una banale scusa, ma Marco intuisce la verità e va a parlare con Valentina una volta rimessasi. La ragazza gli confessa che il ragazzo con cui Anna l'ha vista baciarsi era il ragazzo di Flaminia, la sua amica deceduta, e che era lei la ragazza con cui l'aveva tradita: la notte dell'incidente, lei aveva confessato la cosa a Flaminia, e subito dopo lei era morta travolta da un camion (questa cosa l'aveva talmente fatta sentire in colpa che aveva cominciato a bere per riuscire a dimenticare). Marco l'abbraccia, la perdona e la esorta a dire la verità a suo padre: seguendo il suo consiglio, Valentina racconta tutto quanto a suo padre, il quale ancora una volta si sente deluso dalle bugie di sua figlia. Tuttavia, il Maresciallo Cecchini lo fa riflettere sul fatto che lui era stato egoista perché ha pensato soltanto al suo dolore e non a quello di sua figlia e, con questa consapevolezza, il Colonnello Anceschi, finalmente, si riappacifica con Valentina chiedendole scusa per non esserle mai stato vicino.
Intanto, non appena Natalina viene ammessa al programma televisivo Marzullo in Famiglia, cerca in tutti i modi di creare una finta famiglia perfetta composta da Federico e dal Maresciallo Cecchini come figlio e marito. Durante la trasmissione, Federico parla prima della sua famiglia della canonica e poi della famiglia biologica, riunendosi prima con Natalina, Pippo, Ines e Don Massimo e poi ritrovandosi con la mamma, il fratellino e il nonno. Purtroppo, alla fine, Greta, presente in entrambi i momenti, crolla a terra per via del tumore in stato di avanzamento e pertanto necessita di essere ricoverata in ospedale.
- Special guest star: Flavio Insinna (Flavio Anceschi), Gigi Marzullo (se stesso), Giancarlo Magalli (vescovo)
- Altri interpreti: Maria Roveran (Caterina Limoni), Michele Renzullo (signor Mariotto), Ivano Chinali (Saverio Mariotto), Camillo Marcello Ciorciaro (aiuto regista), Giovanni Izzo (dottor Alunni), Michele Altamura (Umberto Curi), Cosimo Desii (Mario Innocenti), Francesco Butteri (ragazzo di Valentina), Alessia D'Anna (Clelia Martini), Sydne Rome (preside Susi Dallara), Maria Chiara Vinci (Flaminia).
- Ascolti Italia: telespettatori 5 816 000 – share 31,7%[9]

## Il coraggio di credere
- Diretto da:
- Scritto da:

### Trama
Don Massimo si imbatte in un uomo che ha fatto un incidente e che è in fin di vita: egli dice al prete, prima di morire, di avere paura per la figlia. Al momento dell'arrivo dei Carabinieri, si scopre che l’ex moglie Marta è stata abbandonata due anni prima dalla vittima con il figlio Paolo, ora ventenne, e la figlia malata Angelica, di otto anni, presa in cura dalla terapista pseudo-scientifica Barbara. Intanto, le condizioni di Greta peggiorano e non si riesce a trovare qualcuno che la possa operare per togliere il tumore senza il pericolo che lei non si possa risvegliare mai più. Di conseguenza, Federico chiede a Barbara di curarla usando la sua terapia, ma Greta, essendo figlia di un medico, è in totale disaccordo con lui dopo che lei dice di credere solamente nella scienza e nella medicina. Intanto, il Capitano Olivieri deve decidere tra la proposta del Tenente Colonnello Valente di partire per la Siria e quella di prendere in affido Ines, che nel frattempo soggiorna da lei a causa dei lavori in canonica. Valentina litiga con Marco perché, ultimamente, le dà buca, mentre il Maresciallo Cecchini fa da allenatore ad una squadra perdente di bambini e viene minacciato dai genitori. Assieme a Pippo, il suo allenatore in seconda, decide di reclutare Ines che è molto brava a giocare a calcio, la quale deve anche andare in piscina proprio perché Anna, invece, odia il calcio. Dopo le prime partite, Anna scopre la tresca del Maresciallo Cecchini e di Marco e, mentre si arrabbia coi due, Ines le rivela che gioca a calcio solamente perché le ricorda il padre. Il Capitano Olivieri decide così di supportarla, ma si allea con i genitori perché il Maresciallo Cecchini, sotto il giogo di un'intimidazione infondata del presidente, deve fare perdere apposta la squadra non schierando Ines. Nel frattempo, il legame tra Anna e Marco cresce sempre di più e lui le assicura la sua vicinanza nel caso in cui dovesse decidere di prendere in affido la bambina, prendendosene cura insieme a lei. Valentina e Marco fanno pace e Greta finalmente riceve la fortunata notizia grazie alla richiesta di Federico fatta al collega del padre della sua ragazza, ed i due adolescenti festeggiano con Natalina e Don Massimo.
L’intervento riesce perfettamente, ma, improvvisamente, Greta non si risveglia e va in coma. Nel frattempo, si scopre che Barbara, dopo avere usato i soldi per scopi personali, è stata rapita ed imbavagliata in un luogo sconosciuto. Paolo, il figlio della vittima, dopo essere stato ingiustamente accusato, viene scarcerato e si riunisce con la mamma e con la sorella. Don Massimo risolve il caso fermando in tempo Nestore, che voleva uccidere Barbara, poiché quest’ultima, in seguito alla morte del figlio, aveva denunciato suo padre che si era suicidato ed il cui corpo fu trovato proprio da lui, all’epoca un bambino di dieci anni. Il Maresciallo Cecchini decide di non piegarsi al ricatto e di schierare Ines, disobbedendo al presidente e facendo vincere la squadra anche grazie al rigore decisivo di un bambino che giocava solamente per fare riunire i propri genitori in procinto di divorziare. L’episodio si conclude con il risveglio di Greta, l’inaspettato arrivo di Sergio e Don Massimo che abbraccia una donna.
- Nota. Il buttare il sale, la richiesta del presidente al maresciallo di perdere le ultime partite e la conseguente minaccia se dovesse infrangere la richiesta prendono spunto da L'allenatore nel pallone.
- Special guest star: Dario Aita (Sergio La Cava)
- Altri interpreti: Thomas Santu (tenente colonnello Lucio Valente), Valeria Milillo (Barbara Toro), Caterina Misasi (Marta Godio), Piergiorgio Filippi (Nestore), Andrea De Luca (Paolo Godio), Massimiliano Franciosa (De Angelis, presidente dell'Atletico Assisi), Lucia Lorè (Leda Rossi), Gioia Spaziani (Elena Muraco), Giovanni Izzo (dottor Alunni), Francesco Javier Quezada (Ruben), Stella Trotta (Angelica Godio), Gabriele Linari (medico di Greta)
- Ascolti Italia: telespettatori 5 572 000 – share 30,2%[10]

## Dimenticando Matteo
- Diretto da:
- Scritto da:

### Trama
L'episodio si apre con l’incontro tra don Massimo ed una donna misteriosa. Intanto, il Maresciallo Cecchini, mentre è a cena con Elisa, gridando "sì" a una rete dell'Italia, maldestramente approva la sua proposta di sposarsi dopo averlo visto fare da una coppia di giovani. Una donna, nel frattempo, fa un incidente e si frattura una gamba e le costole: si scopre così, dalla targa dell'autovettura bianca presente al momento dell’incidente, che il colpevole sembra essere Natalina, la quale, una volta interrogata, dice che l'aveva prestata a don Massimo. Nel momento in cui quest’ultimo torna in città, rivela tutto ai Carabinieri rischiando di essere processato per omissione di soccorso. Sergio viene ignorato da Anna e ricuce il rapporto con Ines, a cui però Anna dice che non serve solamente tornare per sistemare le cose. I due la sera stessa si incontrano e si baciano, ma Anna è confusa e le viene da lui rifilata una scatola con dentro l’anello che Ines aveva restituito al padre. Elisa si riunisce con Valentina ed Anna per decidere l'abito nuziale e Marco cerca di convincere il maresciallo Cecchini a dirle la verità. Anna viene in seguito accompagnata da Cecchini nel pedinamento di don Massimo fino ad una casa dove la donna misteriosa si costituisce spontaneamente: rivelando di essere l'unica colpevole dell’incidente, si identifica come Elena, la moglie del boss della 'ndrangheta Antonio Muraco, che uccise involontariamente il loro figlio per sottrarsi all'arresto durante il blitz dei Carabinieri e che fu la causa dell’inizio del seminario di don Massimo.
Anna vede l'anello di Sergio trovato da sua madre in cucina, crede che sia il regalo del Maresciallo Cecchini e si arrabbia con lui per non averle ancora spiegato che non era il suo anello. Marco ed Anna parlano della situazione con Sergio ed Anna si consulta anche con don Massimo sul bene di Ines perché crede che alla fine Sergio sia un ottimo padre e sia cambiato. Mentre Don Massimo arriva in chiesa, trova il boss e lo minaccia di non fare del male ad Elena. Il prete avvisa immediatamente i Carabinieri e se ne va amareggiato poiché non possono fare un granché. Elena lo supplica, spaventata dall’arrivo del marito, di portarla via o di andarsene per sempre. Nel frattempo, Valentina lascia Marco perché parla sempre di Anna e di fatto le rivela di amarla ancora. Mentre Ines dice ad Anna di desiderare di diventare una chitarrista e (come lei) un Capitano dei Carabinieri, tramite un disegno le fa capire di volere vivere con lei e Sergio. Anna chiama Don Massimo, che, nel frattempo, confessa che l'irato boss lo odia per avere, a causa sua, ucciso suo figlio e che gli rivelerà in seguito di avere ucciso anche Elena. I Carabinieri, l'indomani, arrivano sul luogo del delitto dopo che Don Massimo ha trovato il corpo di Elena: il boss viene convocato e, nonostante non abbia nessun valido alibi, accusa comunque il prete (rivelando loro il suo vero nome da civile, ovvero Matteo Mezzanotte) di essere innamorato e di essere ossessionato da Elena dal momento che don Massimo dice che, durante il periodo di detenzione del boss e prima dell'ingresso in seminario, aveva intrapreso una relazione con lei. Non potendo infrangere il segreto confessionale, entrambi gli uomini sono pertanto indagati, ma Don Massimo rivela al Maresciallo Cecchini che, quando lui non era ancora nato, in Calabria, i suoi genitori si rifiutarono di pagare il pizzo ed i loro beni furono bruciati: fu solamente Don Matteo, quando arrivarono in Umbria, ad aiutarli partendo da zero (la mamma era incinta di lui e decise quindi di chiamarlo Matteo in onore del prete). Marco è geloso della ormai ritrovata “famiglia” ricreatasi tra Sergio, Anna ed Ines, e, nel frattempo, aiuta il Maresciallo Cecchini a recuperare l'anello nuziale: quest’ultimo distrae con una scusa Elisa, ma Marco però lo fa cadere nel lavandino. Egli, allora, si nasconde nella doccia ed Elisa esce spaventata dal bagno, furiosa con Marco, il Maresciallo Cecchini ed Anna. Marco ed Anna, successivamente, litigano sul fatto di Sergio, ma rivelano di amarsi a vicenda, si baciano e trascorrono la notte insieme. Marco le chiede di evitare di stare insieme, avendo letto i messaggi con il Tenente Colonnello Lucio Valente riguardo alla Siria, ma le rivela anche di essersi lasciato con Valentina. Il boss viene quasi malmenato dal prete dopo avergli rivelato le ultime suppliche di Elena mentre la uccideva e poi va a discutere col Vescovo che gli ricorda che Don Matteo voleva aiutare di più i colpevoli ed i dannati come fece Gesù. Elisa vede l’anello in mano a Sergio mentre è con Natalina in canonica e per poco non litiga con l'uomo. Nel frattempo, la canonica e poi il garage aperto da Federico vengono perquisiti, dopo che il Maresciallo Cecchini ha rivelato tutta la storia ad Elisa, che decide di non sposarlo più. Dopo il ritrovamento di tracce di sangue, Don Massimo viene portato in caserma sotto gli occhi increduli di Pippo, Natalina, Federico, Ines e dei concittadini, e viene dunque arrestato, mentre il boss, che lo ha incastrato, osserva la scena soddisfatto. Anna, il Maresciallo Cecchini e Pippo vanno in chiesa e scoprono, grazie allo sportello del confessionale, che la notte dell’omicidio Don Massimo stava "confessando". Il boss viene avvisato della scarcerazione di Don Massimo mentre sta facendo le valigie e va da lui in chiesa minacciandolo con la pistola, ma Anna gli spara prima che possa uccidere Don Massimo che nonostante tutto lo perdona. L'ambulanza non servirà. Il Maresciallo Cecchini si decide, infine, nel fare finalmente una vera proposta di matrimonio ad Elisa mettendosi in uniforme, procurandosi una Rolls Royce grazie ad un amico di Don Massimo per farla pulire a Pippo e a Federico e chiedendo ad Anna di guidarla. Una volta arrivati a fianco ad Elisa e a Don Massimo, Anna riparte improvvisamente per andare da Marco dopo essersi immobilizzata ed avere pensato alla sua vita con lui vedendo la madre felice. Dopo essersi dichiarata, Anna e Marco si baciano, tornando insieme, mentre il Maresciallo Cecchini chiede ad Elisa di sposarsi, ricevendo un sì; il tutto sotto lo sguardo di Don Massimo, il quale ringrazia a sua volta il Maresciallo Cecchini per averlo chiamato "amico".
- Special guest star: Giancarlo Magalli (vescovo), Dario Aita (Sergio La Cava)
- Altri interpreti: Pamela Villoresi (Elisa Olivieri), Gioia Spaziani (Elena Muraco), Federico Tocci (Don Antonio Muraco), Sydne Rome (preside Susi Dallara).
- Ascolti Italia: telespettatori 6 186 000 – share 34,3%[11]